# Nils Conrad Kindberg

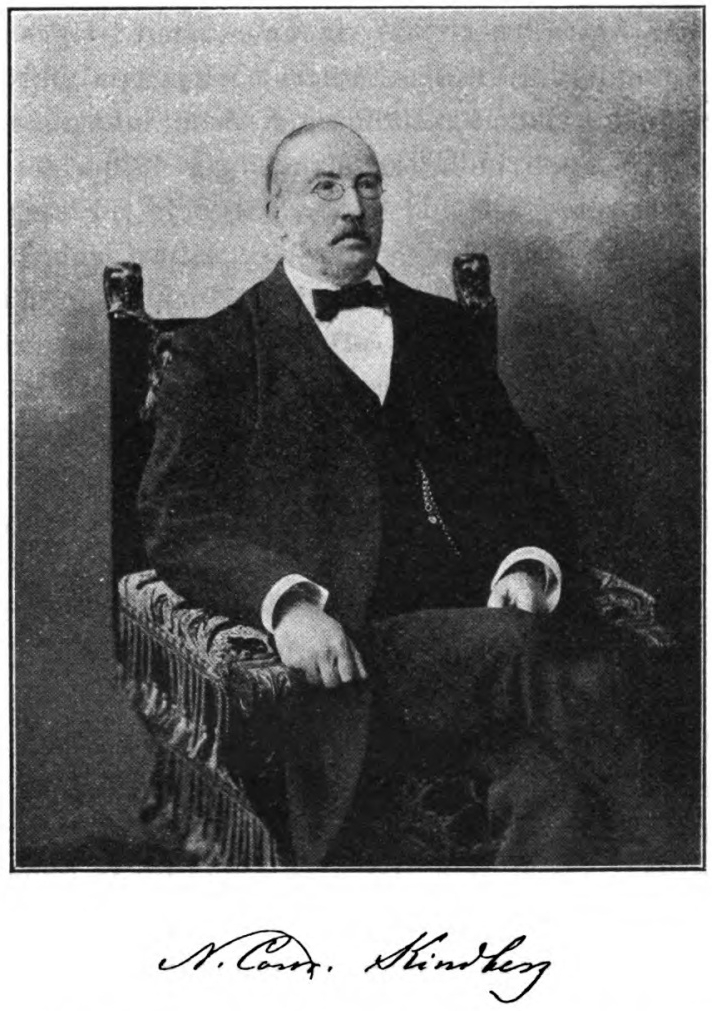
Nils Conrad Kindberg

Nils Conrad Kindberg (* 7. August 1832 in Karlstad; † 23. August 1910 in Uppsala) war ein schwedischer Pädagoge und Bryologe. Sein offizielles Autorenkürzel lautet „Kindb.“
Nils Conrad Kindberg wurde am 7. August 1832 in Karlstad geboren. Seine Eltern waren Per Conrad Kindberg, Händler daselbst, und Christina Maria Kindberg, geborene Kiellin. Er besuchte von 1841 bis 1849 das Gymnasium in seiner Heimatstadt und legte am 2. Dezember 1849 sein Abitur in Uppsala ab. Während seines Studiums in Uppsala musste er aus finanziellen Gründen als Hauslehrer arbeiten und erlangte seinen Doktortitel im August 1856. Danach arbeitete er bis 1858 als Lehrer in Karlstad, ein Jahr in Vänersborg und bis 1901 in Linköping.
Neben seiner Tätigkeit als Lehrer beschäftigte er sich intensiv mit botanischen Studien. Er selbst konzentrierte seine Forschungen ab 1871 auf die Laubmoose (Bryophyta), wofür er viele Studienreisen in Schweden sowie ins Ausland nach Deutschland, in die Schweiz, Frankreich, Spanien und Italien, später auch nach Nordamerika, unternahm. Seine Ergebnisse veröffentlichte er in über 100 Publikationen und einigen Lehrbüchern, wofür er oft viel Kritik einstecken musste. Seine größte Arbeit war der 6. Teil des Catalogue of Canadian plants (1892) welchen er zusammen mit John Macoun bearbeitete.
Kindberg war seit 1868 mit Ansgaria Kristina Hardin verheiratet und hatte vier Kinder.